# Ansambel Vilija Petriča
Ansambel Vilija Petriča deluje že od leta 1961. Še pred tem pa je bil ustanovljen ansambel Planika, ki je bil nekakšen inštrumentalni predhodnik kasnejšega tudi pevsko zasedenega Kvinteta bratov Petrič. Seveda je največji pečat ansamblu (ki se je nekoliko kasneje preimenoval v ansambel Vilija Petriča) dala prav vokalna zasedba, v kateri je izstopala Majda Renko, ki je s svojim petjem vselej navduševala občinstvo.
V vseh teh letih smo bili priče številnim avtorskim skladbam, npr.: Maja vse cveti, Ko se ptički ženijo, Kadar Slovenec zapoje, itn., ki so osvojile srca mnogih poslušalcev. Ansambel je bil tudi studijsko precej aktiven, saj so v tem času posneli okoli 160 skladb in izdali kar dvajset plošč in kaset.